# Ізмаїльський обласний комітет Комуністичної партії України
Ізмаїльський (Аккерманський) обласний комітет Комуністичної партії України — орган управління Ізмаїльською обласною партійною організацією КП України (1940–1954 роки). Аккерманська область утворена 7 серпня 1940 року. 7 грудня 1940 року перейменована в Ізмаїльську область. 15 лютого 1954 року область ліквідована і передана до складу Одеської області.

## Перші секретарі обласного комітету (обкому)
- серпень 1940 — липень 1941 — Кузнецов Михайло Георгійович
- червень 1944 — жовтень 1945 — Горба Василь Дементійович
- жовтень 1945 — січень 1948 — Тарасов Степан Никонович
- січень 1948 — січень 1949 — Мальцев Михайло Матвійович
- січень 1949 — січень 1950 — Грушовий Костянтин Степанович
- січень 1950 — 10 травня 1952 — Федоров Олексій Федорович
- 10 травня 1952 — лютий 1954 — Новиков Семен Михайлович

## Другі секретарі обласного комітету (обкому)
- серпень 1940 — липень 1941 — Горба Василь Дементійович
- червень 1944 — жовтень 1945 — Ботов Валеріан Володимирович
- жовтень 1945 — травень 1946 — Горба Василь Дементійович
- травень 1946 — вересень 1947 — Тюленєв Володимир Йосипович
- затв. вересень 1947 — січень 1948 — Мальцев Михайло Матвійович
- затв. березень 1948 — січень 1949 — Хавченко Пелагія Федорівна
- січень 1949 — вересень 1949 — Мальцев Михайло Матвійович
- вересень 1949 — травень 1952 — Новиков Семен Михайлович
- вересень 1952 — лютий 1954 — Рябик Іван Ілліч

## Секретарі обласного комітету (обкому)
- 1940 — липень 1941 — Лиходєй Петро Прокопович (3-й секретар)
- 1940 — липень 1941 — Леонов П.Д. (по пропаганді)
- 1940 — липень 1941 — Моляр Борис Степанович (по кадрах)
- 28 травня 1941 — липень 1941 — Овсянников Григорій Максимович (по промисловості)
- 28 травня 1941 — липень 1941 — Тюленєв Володимир Йосипович (по транспорту)
- квітень 1944 — жовтень 1946 — Леонов П.Д. (по пропаганді)
- листопад 1944 — листопад 1945 — Дрожжин Леонтій Петрович (по кадрах)
- листопад 1945 (затв. у березні 1946) — вересень 1952 — Мощенко Степан Арсенійович (по кадрах)
- січень (затв. у березні) 1946 — січень 1949 — Гаркуша Семен Кузьмич (3-й секретар)
- затв. жовтень 1946 — 1947 — Пономаренко Федот Миколайович (по пропаганді)
- затв. січень 1948 — вересень 1952 — Колосков Микола Васильович (по пропаганді)
- січень 1949 — серпень 1949 — Хавченко Пелагія Федорівна
- серпень 1949 — вересень 1952 — Козирєв Федір Єфремович
- вересень 1952 — лютий 1954 — Ненадович Григорій Герасимович (по пропаганді)

## Заступники секретарів обласного комітету (обкому)
- листопад 1944 — 1946 — Піляєв Леонід Федорович (заст. секретаря обкому із транспорту)
- затверджений січень 1946 — листопад 1948 — Овсянников Григорій Максимович (заст. секретаря обкому із промисловості)
- затверджений серпень 1946 — листопад 1948 — Таранець А.В. (заст. секретаря обкому по будівництву і будівельних матеріалах)
- затверджений жовтень 1946 — листопад 1948 — Малик Сергій Матвійович (заст. секретаря обкому із транспорту)
- затверджений листопад 1946 — листопад 1948 — Козюра В.П. (заст. секретаря обкому по торгівлі і громадському харчуванню)